# Greyhound Lines
Greyhound Lines – amerykańskie przedsiębiorstwo przewozowe obsługujące dalekobieżne trasy autobusowe w Stanach Zjednoczonych z siedzibą w Dallas.

## Historia
Greyhound, założony przez Carla Wickmana, powstał w 1913 roku w stanie Minnesota. W 1926 roku właściciel połączył kilka przedsiębiorstw komunikacyjnych i utworzył Motor Transit Corporation, która cztery lata później przemianowana została na Greyhound Corporation. Nazwę „Greyhound” firma zawdzięcza szaremu kolorowi swych autobusów. Podczas wielkiego kryzysu zwiększyła się znacząco liczba przewożonych pasażerów, w czym pomogły targi światowe w Chicago w 1933 roku. Podczas drugiej wojny światowej firma notowała zyski w wysokości 10 milionów dolarów rocznie, obsługując 6 tysięcy miast i przewożąc 25% pasażerów wszystkich linii autobusowych w USA. Zajmowała się również w tym okresie przewozem robotników do stoczni i fabryk amunicji.

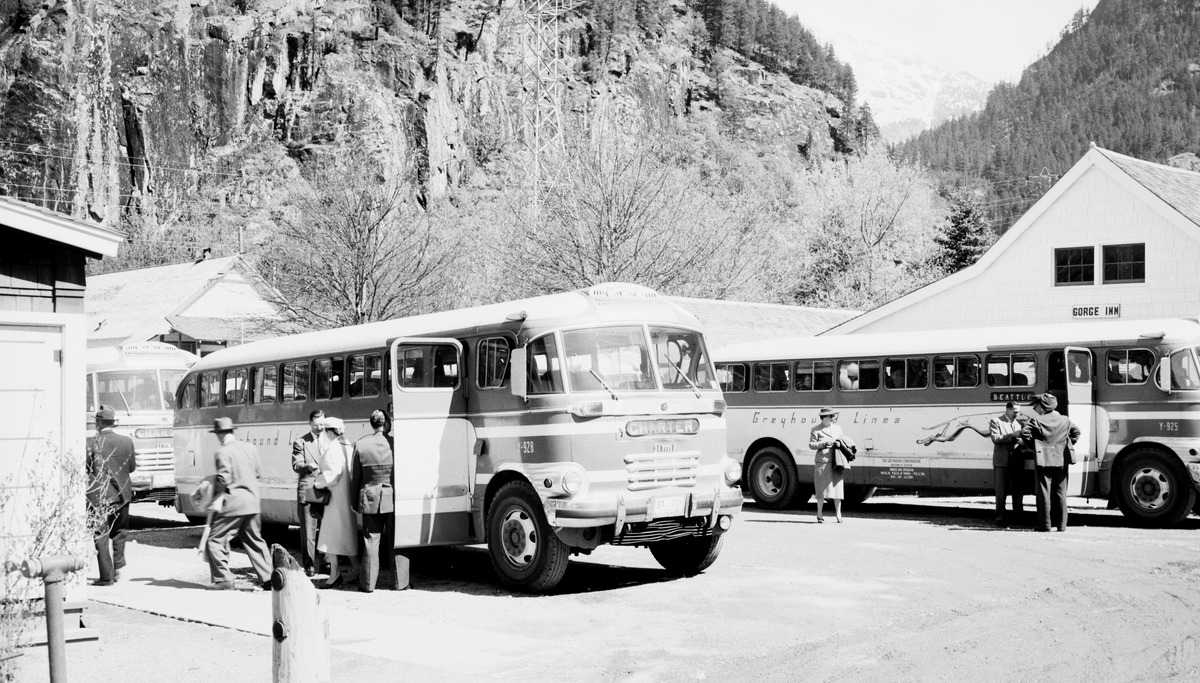
Autobusy Greyhounda w 1952 roku

Od lat 60. XX w. firma zdywersyfikowała działalność, zakupując między innymi przedsiębiorstwa Booth Leasing (1962) i Armour Foods (1970). W 1983 roku doszło do 47-dniowego strajku kierowców, który skończył się zaakceptowaniem przez kierowców piętnastoprocentowego obniżenia zarobków. W latach 1980–1985 liczba pasażerów Greyhounda spadła o 55%. Zmienił się również wizerunek firmy: zdemolowane dworce stały się miejscem zamieszkania bezdomnych, infrastruktura była zdewastowana, a firma nie cieszyła się dobrą sławą. W 1990 roku, po kolejnym strajku kierowców, stanęła na skraju bankructwa, którego uniknęła, redukując tabor z 3700 do 2400 autobusów. W 1994 roku przedsiębiorstwo miało 65,5 miliona dolarów straty. W 1997 roku firma wypracowała zysk po raz pierwszy od 1993 roku; był to najbardziej dochodowy rok od dziesięciu lat. Obecnie właścicielem Greyhound Lines jest brytyjskie przedsiębiorstwo komunikacyjne FirstGroup.

## Firma
W roku 2014 obsługiwała ponad 3800 miejscowości 1229 autobusami. Dziennie przedsiębiorstwo wykonuje 18 tys. kursów, firma zatrudnia 6500 osób, a przewozy sięgają ponad 8 mld pasażerokilometrów rocznie. Przedsiębiorstwo obsługuje 48 stanów USA i dziesięć prowincji Kanady.